# Зальцбургский зоопарк
Зальцбургский зоопарк — один из зоопарков Австрии находится в Зальцбурге. Занимает площадь 14 га и является частью исторического дворцового парка дворца Хельбрунн. В зоопарке содержится около 1500 животных 150 видов, в нём работает около 50 человек. Ежегодное количество посетителей составляет около 300 000 человек. 

## История
В 1612 года архиепископ Зальцбургский Маркус Ситтикус приказал построить дворец Хельбрунн с большим игровым парком вокруг горы Хельбрунн и птичьим вольером с фазанами на севере дворца.
В память об историческом охотничьем заповеднике зоопарк был открыт для посетителей 29 апреля 1961 года под названием «Альпийский зоопарк Хельбрунн». Зоопарк должен быть полностью интегрирован в исторический дворцовый сад. В 1966 году Генрих Виндишбауэр основал колонию белоголового стервятника, которая существует до сих пор и является главной достопримечательностью зоопарка.
1972 год стал годом кризиса для зоопарка, который попал под санкции из-за нарушения запрета на ввоз орангутанов. В 1976 году Фридрих Лаккини стал руководителем города Зальцбурга и обеспечил финансирование зоопарка. После вступления в должность в 1990 году преемник Лаккини, Райнер Реверс, отказался от концепции горного зоопарка и представил сегодняшний геозоопарк. 
В 2012 году зоопарк попал в зону жёсткой критики из-за отсутствия должной безопасности: гепарды, а чуть позже и рысь дважды подряд сбегали из своих вольеров. Прокуратура проводила расследование в отношении начальника зоопарка. 220 000 евро было инвестировано в переоборудование вольера для гепардов. 

## Концепция зоопарка
Зальцбургский зоопарк, который сейчас является геозоопарком, является важным образовательным учреждением Австрии. Зоопарк постоянно сотрудничает с естественнонаучным факультетом Зальцбургского университета в рамках реализации научных проектов.
Зоопарк разделен по континентам.

### Евразия
Северная часть зоопарка посвящена фауне Евразии. Помещение для альпийских горных козлов было реконструировано в 2012 году. Построен террариум для домашней гладкой змеи. Вольеры для росомахи, бурого медведя, выдры и серны примыкают к крутому склону горы Хельбрунн. Внутри медвежьего домика обитают домашняя мышь и домашняя крыса как незваные гости под одной крышей с людьми-соседями по комнате. Европейская часть парка до сих пор являлется домм для европейских волков и лесных оленей, а также место кормления свободно летающих грифов. Любимицей публики была самка грифона Гундула, выведенная в Альпийском зоопарке в Инсбруке и поселившаяся в Зальцбург в 1979 году. Она умерла в ноябре 2018 года в возрасте 39 лет. 
Представители восточноазиатской фауны представлены пандой, китайским мунтжаком и белоруким гиббоном. Помещение для этих трех видов животных было перепроектировано с декабря 2013 года по май 2015 года, дом гиббонов был заменен новым зданием. Вольеры для снежного барса и тигрицы, погибших осенью 2013 года, по-прежнему находятся в ряду старых вольеров для хищников.

### Америка
В парковой части Южная Америка представлены: хлопковый тамарин, император Тамарин, пигмеи, мартышка, боливийская беличья обезьяна и хохлатый капуцин. Тамарины с 2016 года могут свободно перемещаться в тропической оранжерее. Помимо обезьян, в южноамериканском доме обитают типичные представители южноамериканских рыб, земноводные и рептилии, а также южный сферический броненосец. 
Также здесь представлены американские грызуны - это чернохвостые луговые собачки, большие мары и капибары, другие представители птичьего мира Южной Америки - ара и чилийский фламинго.
Помещения для южноамериканских хищников были обновлены в 2013 году. В новом доме бок о бок живут Ягуар и Пума, а также обыкновенный удав и гладколобый кайман. Внутреннее убранство выполнено ландшафтом джунглейс элементами архитектуры майя.

### Австралия
Общественный объект для страусов эму и кенгуру Беннета в юго-восточной части зоопарка был заброшен. Сегодня в зоопарке содержатся пармские кенгуру и несколько типичных насекомых с австралийского континента. Бывший вольер для рысей, который на этапах реконструкции служил временным альтернативным помещением для гиббонов и обезьян-капуцинов, в 2016 году был преобразован в вольер для волнистых попугаев и алмазных голубей. Основное внимание здесь уделяется не защите видов, а непосредственному контакту между людьми и животными и аспектам индивидуального содержания, соответствующего их виду. Вольер площадью 180 м², стоимостью около 20 000 евро, был профинансирован за счет пожертвований и ассоциации друзей зоопарка. 

### Африка
Саванна для выращивания белого носорога, зебр, соболя и водного козла является частью крупнейшего вольера зоопарка площадью более одного гектара. Группу кошачьих лемуров, которые могут свободно перемещаться по зоопарку, обычно можно найти в непосредственной близости от дома носорогов. В соседнем парке птиц, который пересекают водотоки, вы найдете красных меловых пеликанов, райских и венценосных журавлей, цесарок.
Зальцбургский зоопарк прославился своим вольером для гепардов с симулятором добычи, который может двигаться со скоростью 60 км/ч. Таким образом, у гепардов был стимул много перемещаться, как в дикой природе, и практиковать свое охотничье поведение. Однако система давно не эксплуатируется.
В 2010 году дом льва был завершен.
В 2019/2020 годах к северу от базы для выращивания носорогов был построен объект площадью 300 м² для африканских пингвинов за 1,3 миллиона евро.
Бывшая система сообщества для верблюдов и лошади Пржевальского, которая уже была отделена от региона Евразии, была преобразована в «африканскую деревню» после того, как в марте 2017 года были перемещены три оставшихся лошади Пржевальского в бельгийский парк животных. Новый объект с типичными домашними животными из Африки (крупный рогатый скот ватусси, домашние ослы, бурские козы) и дикобразами открылся в марте 2018 года.

## Галерея

Животные зоопарка
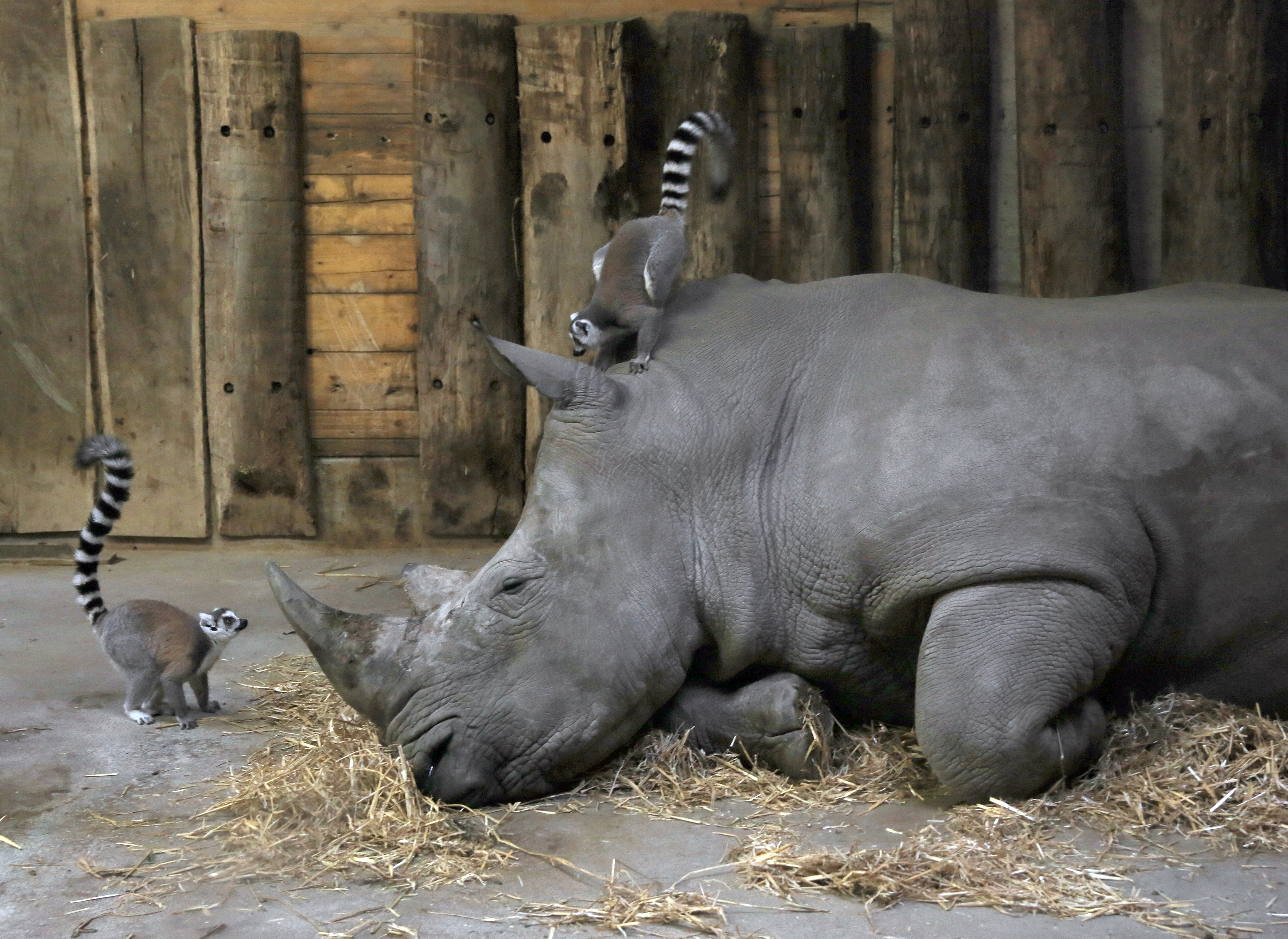
Южный белый носорог
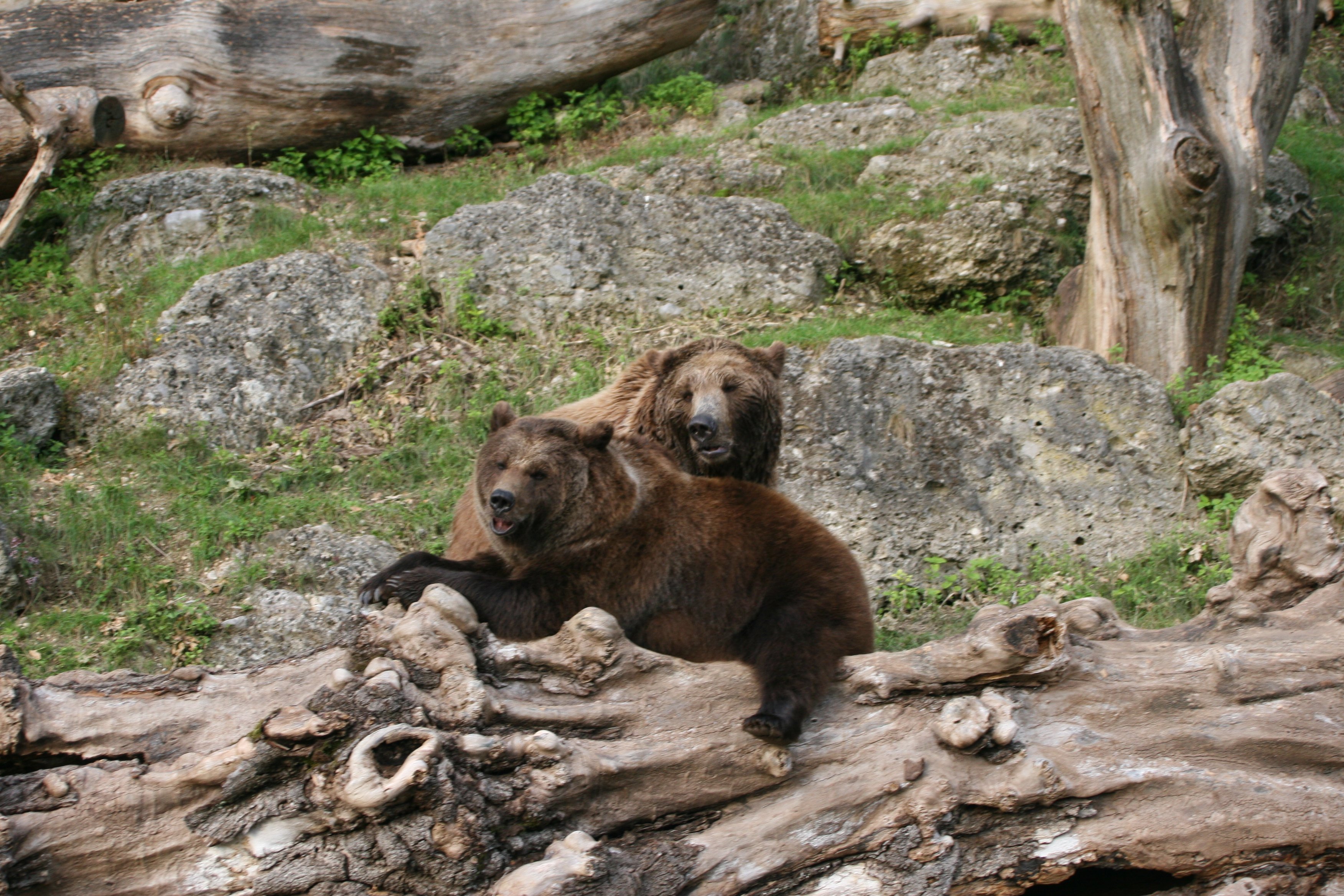
Бурые медведи
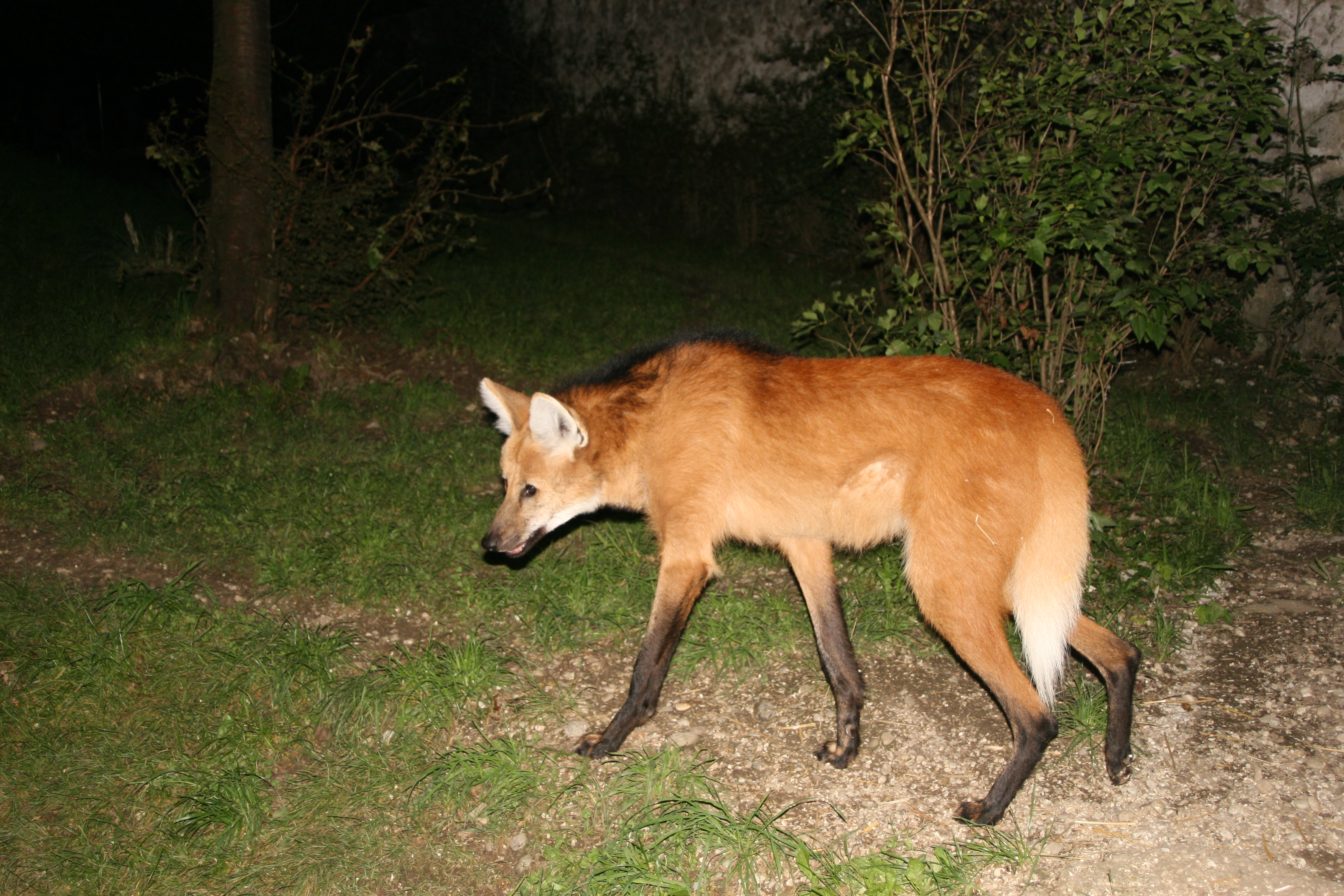
Гривистый волк
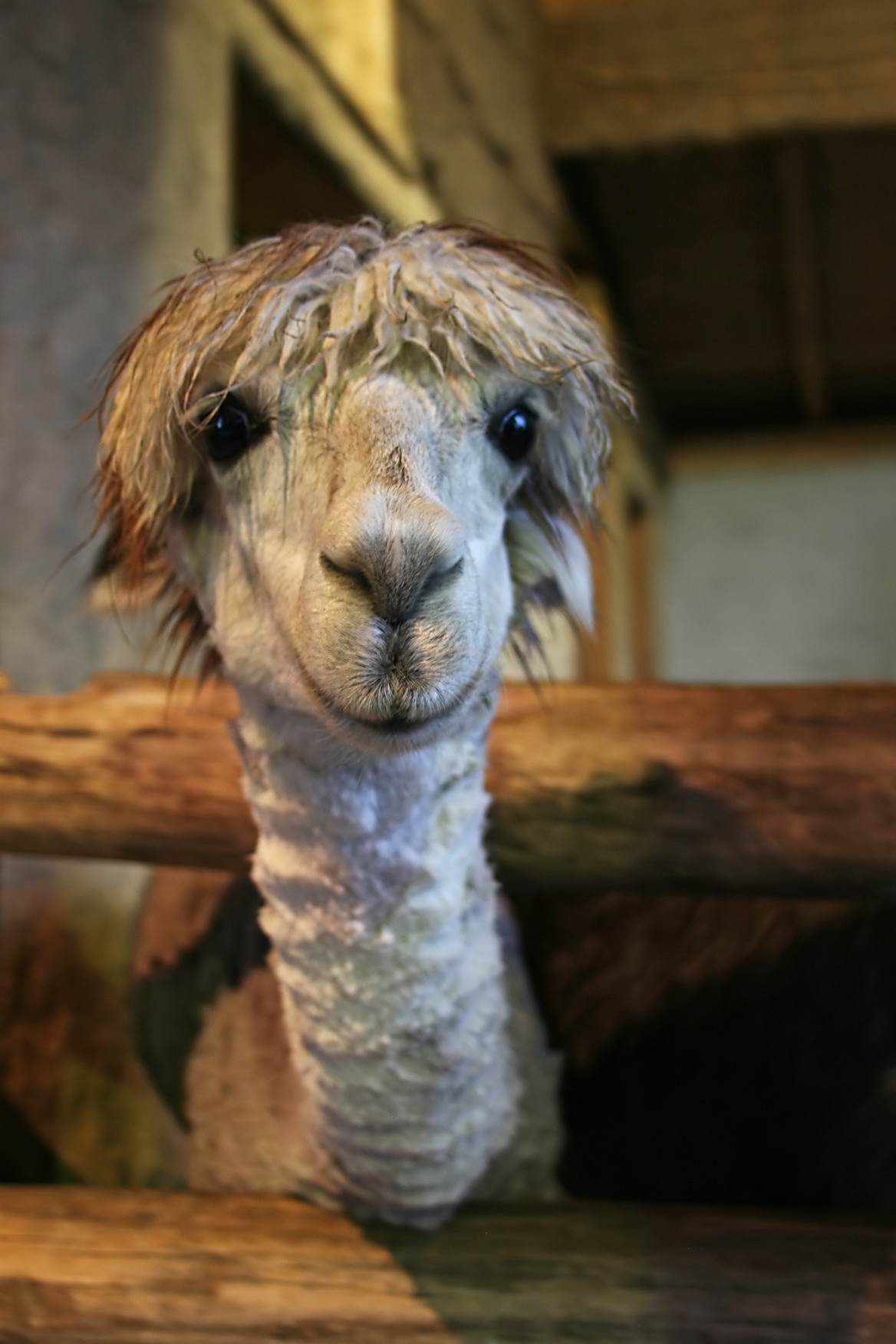
Альпака